# غيريرو مايا جونيور
غيريرو مايا جونيور (بالإسبانية: Guerrero Maya, Jr.)‏ هو مصارع رياضي مكسيكي، ولد في 8 أغسطس 1985 في Atlixco ‏ في المكسيك.